# Колоніальні імперії
Колоніальні імперії — імперії, що засновані на експлуатації колоній.

## Колоніальні імперії

Розвиток колоніальних імперій від 1492 до 2008

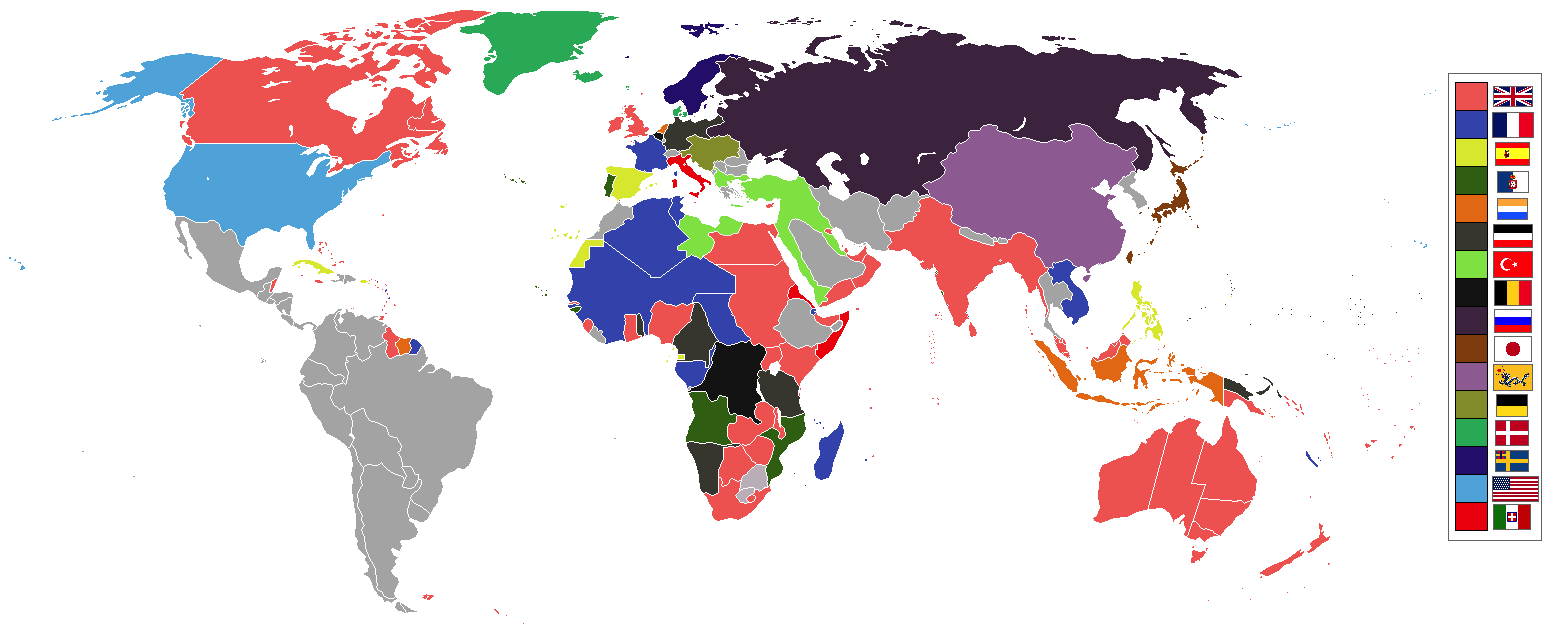
Колоніальні імперії, 1898 рік
Велика Британія
Франція
Іспанія
Португалія
Нідерланди
Німеччина
Османська імперія
Бельгія
Російська імперія
Японія
Китай
Австро-Угорщина
Данія
Шведсько-Норвезька унія
США
Італія
Колонії інших країн та незалежні держави

- Австро-Угорська імперія (1867-1918)
- Бельгійська колоніальна імперія
- Британська колоніальна імперія
- Данська колоніальна імперія
- Іспанська колоніальна імперія (1492—1975)
- Італійська колоніальна імперія (1885—1960)
- Нідерландська колоніальна імперія (1600—1970)
- Німецька колоніальна імперія (1884—1918)
- Новозеландська колоніальна імперія
- Османська імперія (1299-1923)
- Португальська колоніальна імперія
- Московія - Російська імперія (1547-1917)
- Радянська імперія (1923-1991)
- Російська федерація (1991-наші часи) [1]
- Колоніальна імперія США
- Французька колоніальна імперія
- Шведська колоніальна імперія
- Японська колоніальна імперія

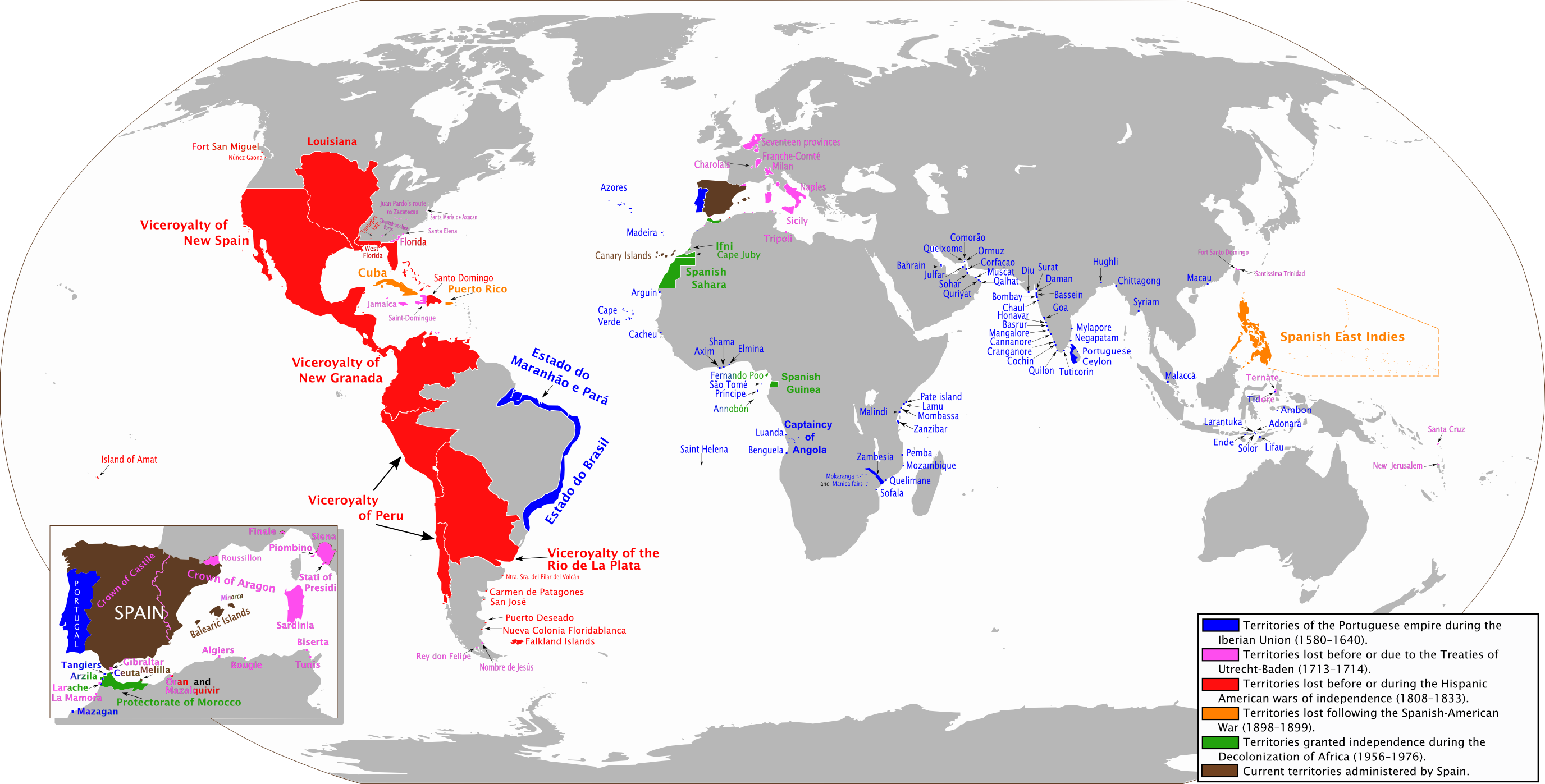
Іспанська колоніальна імперія
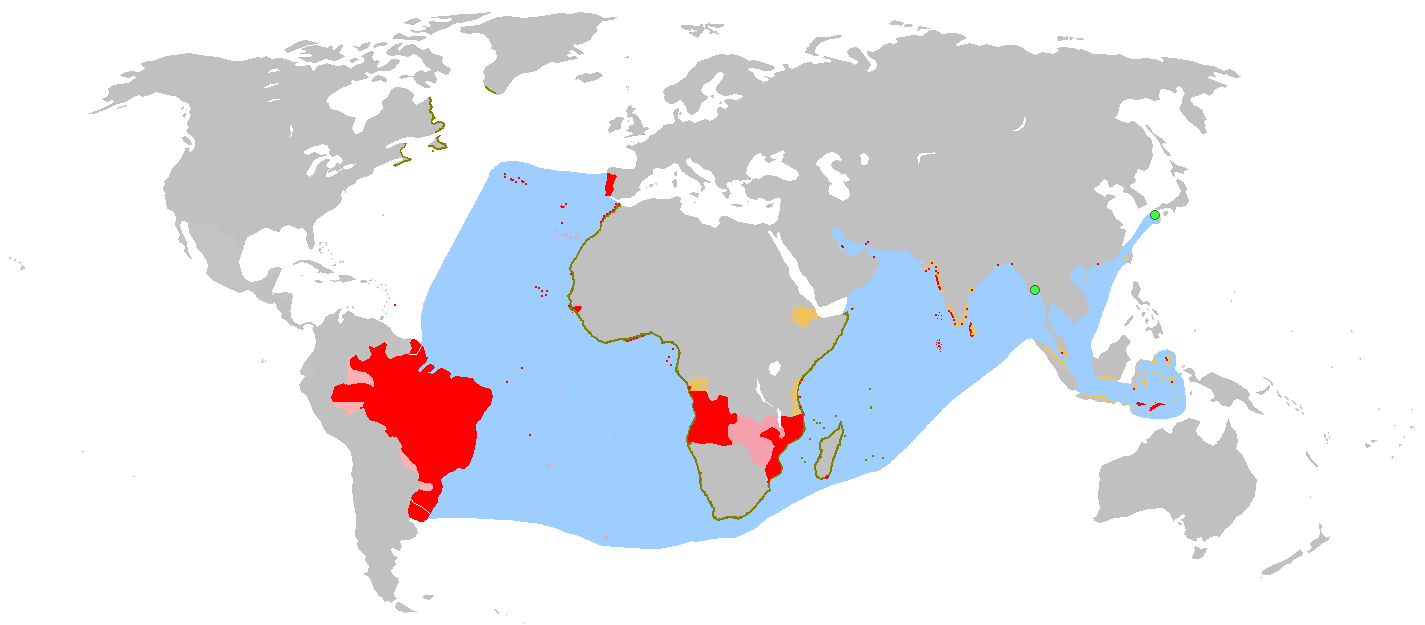
Португальська колоніальна імперія
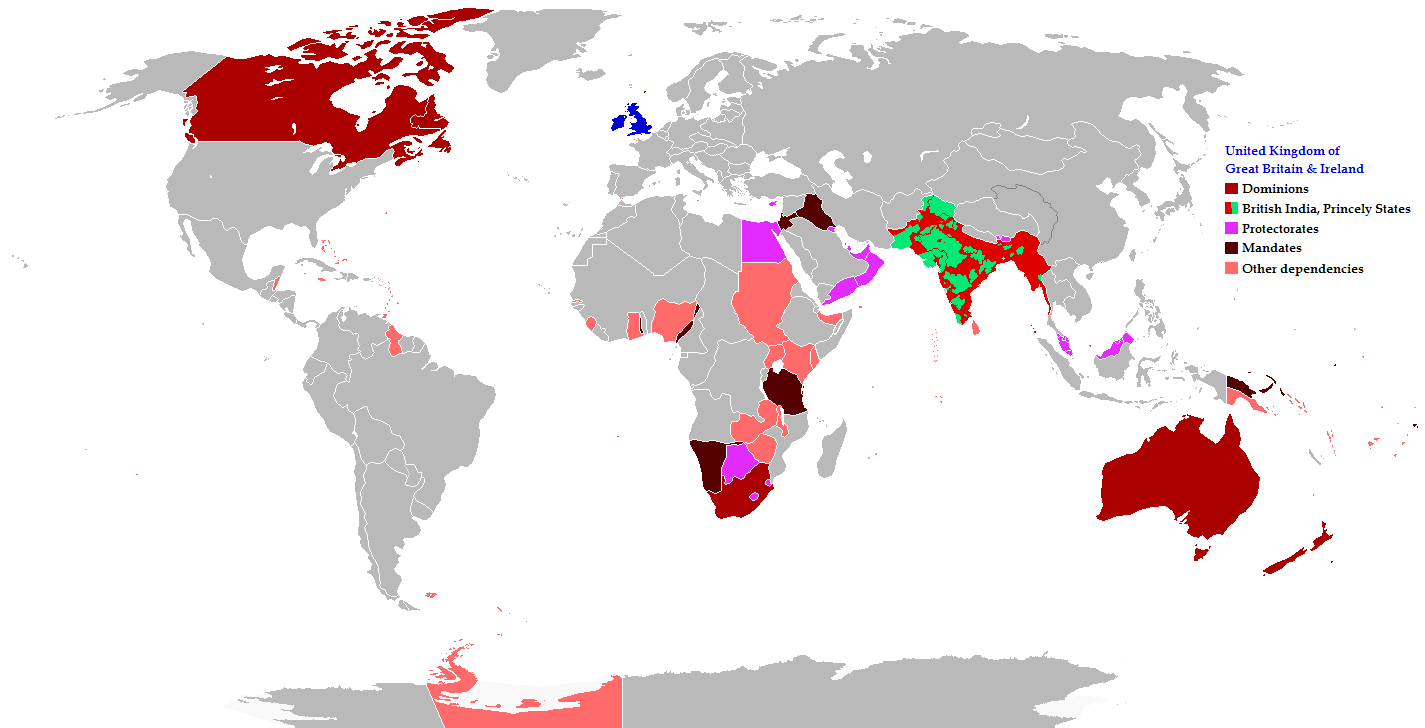
Британська колоніальна імперія
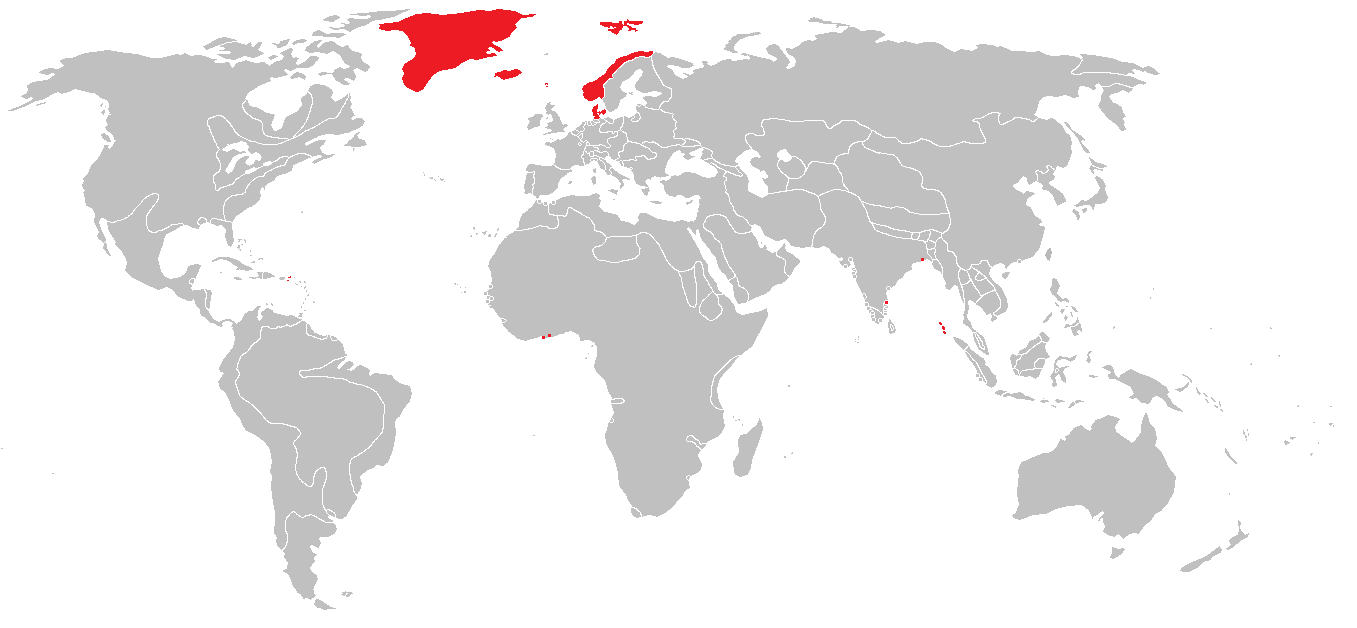
Данська колоніальна імперія
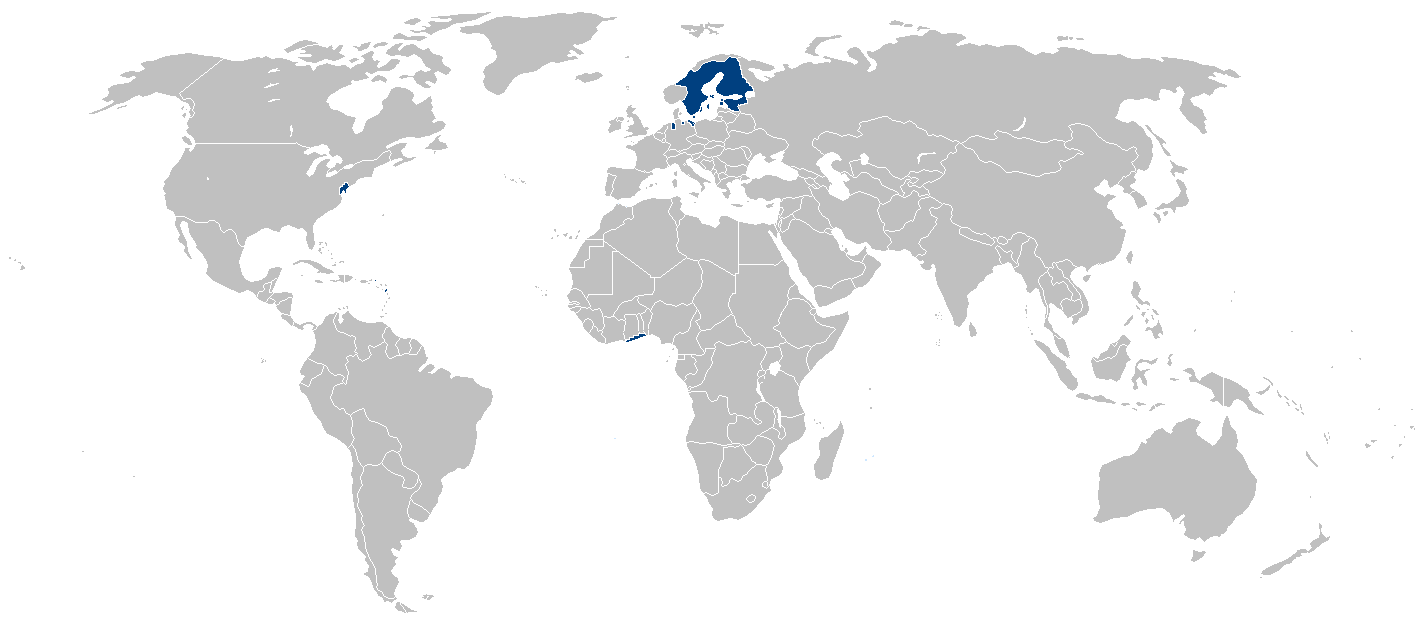
Швеція та її колонії
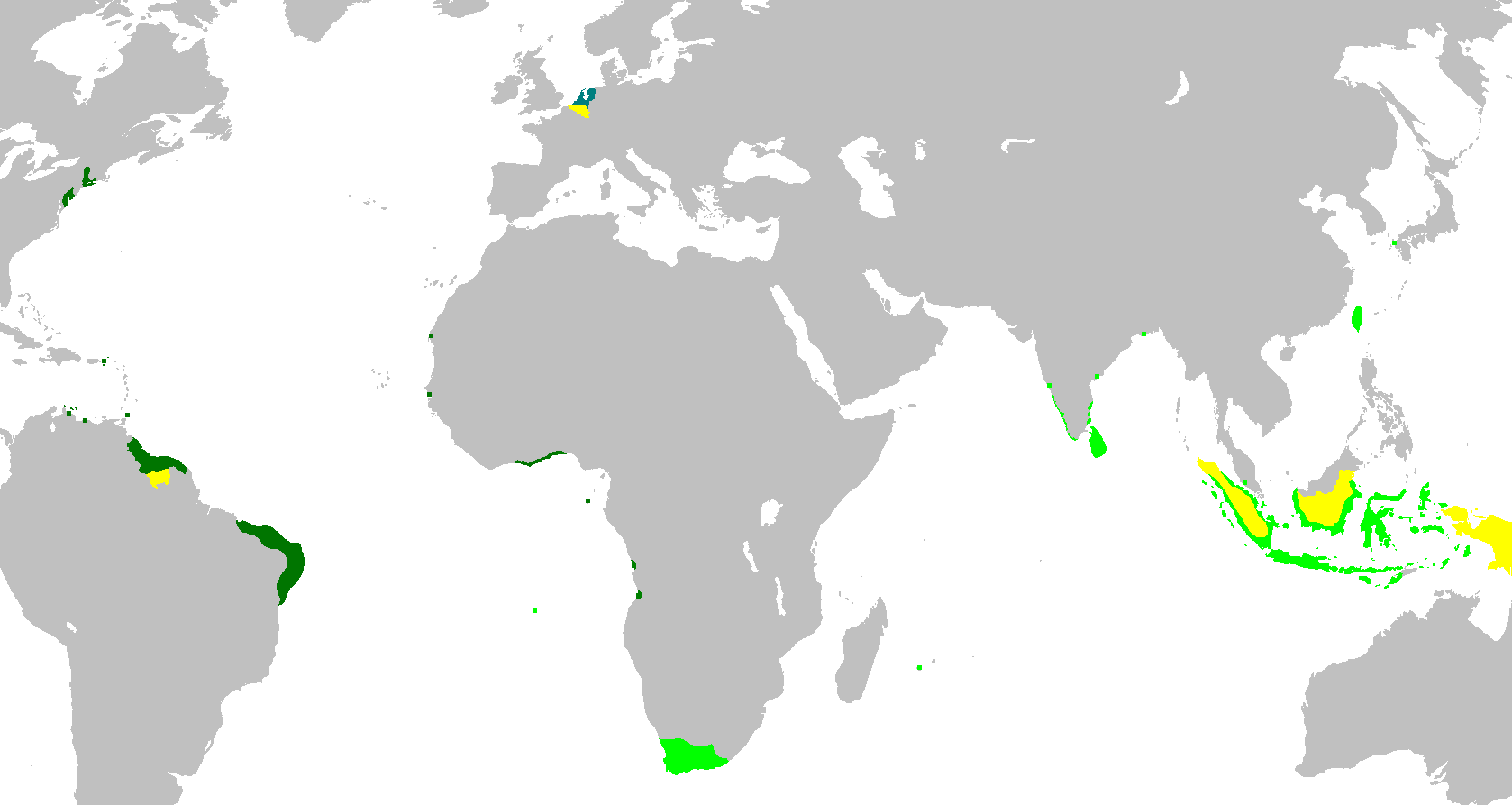
Нідерландська колоніальна імперія
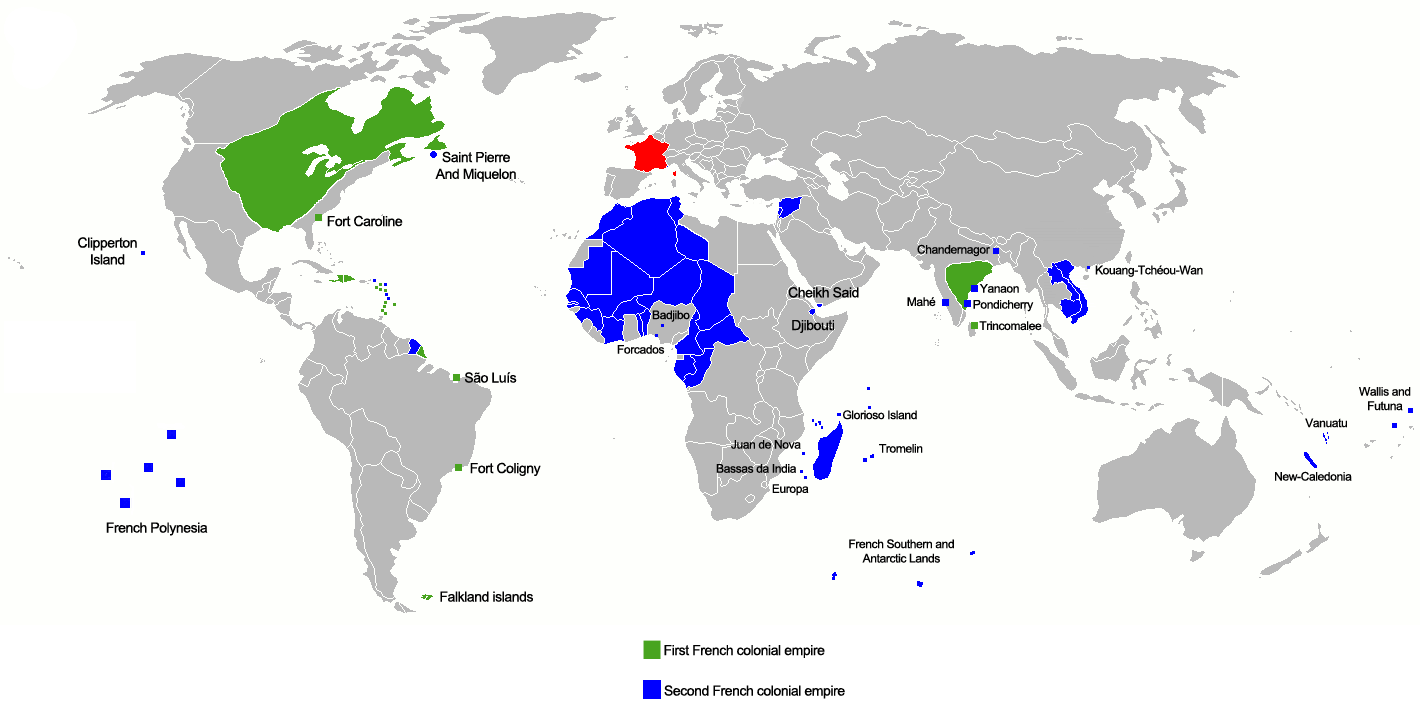
Французька колоніальна імперія
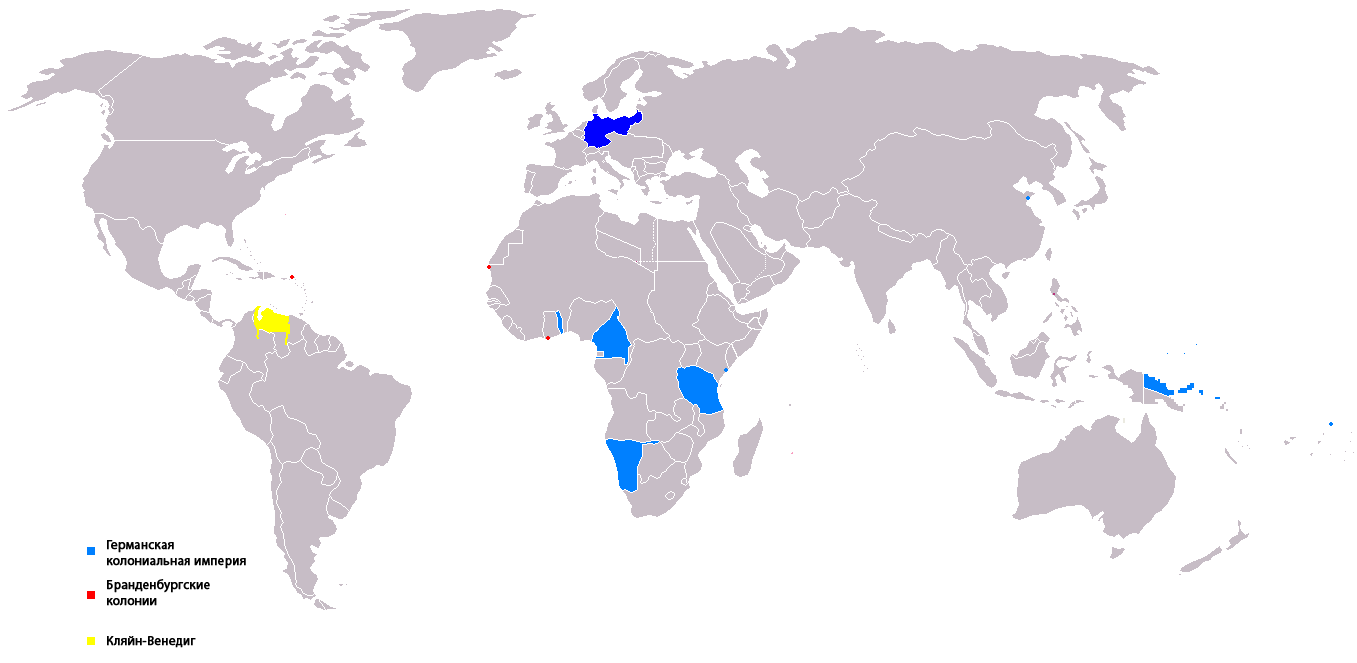
Німеччина та її колонії
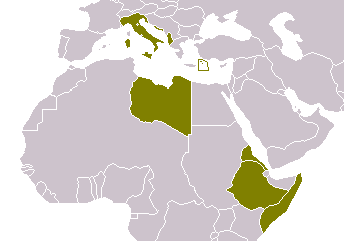
Італія та її колонії
Бельгія та її колонії
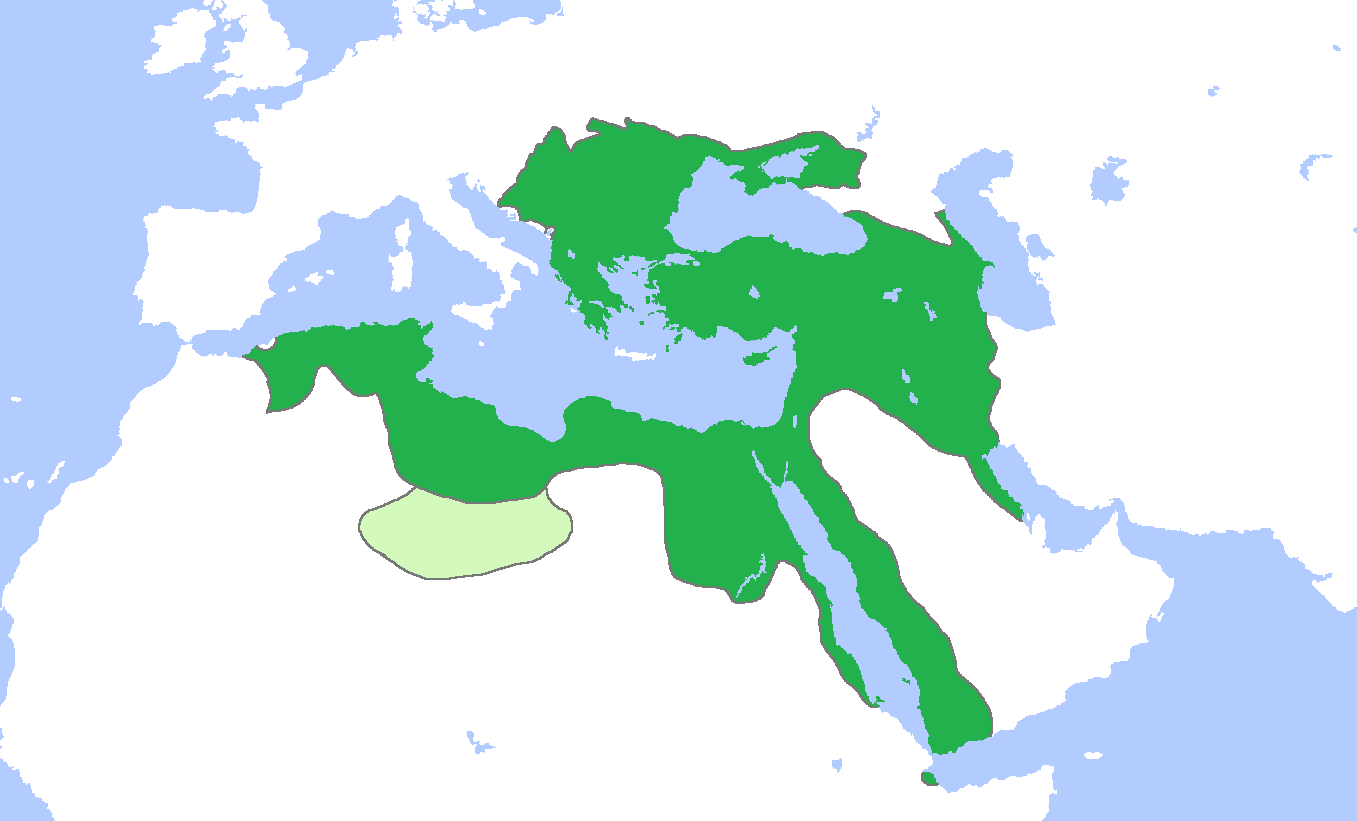
Османська імперія
Російська імперія